# ياسر منجي
ياسر إبراهيم محمد منجي (1972 - ) هو أكاديمي وفنان تشكيلي مصري، ولد في محافظة الغربية، حاصل على شهادة البكالوريوس في فن الجرافيك من قسم التصميم المطبوع في كلية الفنون الجميلة بجامعة القاهرة عام 1996، وحاصل على شهادة الماجستير عن رسالته بعنوان "المعالجة الفنية لفكرة الموت في أعمال الحفر والطباعة" عام 2003، وحاصل على شهادة الدكتوراه في الفلسفة عن رسالته "المعالجة الجرافيكية لفكرة الشيطان ورموز قوى الشر الغيبية" عام 2006، أقام 3 معارض خاصة لأعماله الفنية، وشارك في الحركة التشكيلية المصرية بانتظام من خلال العروض العامة والجماعية، مثل مصر في عدد كبير من الفعاليات الدولية والمهرجانات والعروض الفنية، كما شارك في عضوية لجان تحكيم عدد من المسابقات الفنية والنقدية العربية، ويعمل مدرساً بقسم الجرافيك في كلية الفنون الجميلة.

## عضوية ومناصب
- أمين لجنة الفنون التشكيلية بالمجلس الأعلى للثقافة.
- خبير في مجمع اللغة العربية لمشروع "معجم ألفاظ الحضارة" منذ 2008 وحتى الآن.
- عضو في اتحاد كتاب الإنترنت العرب.

## جوائز
حاصل على جوائز فنية وبحثية، من أهمها:
- الجائزة الكبرى في صالون الشباب العاشر 1998 عن مجموعة من ثلاثة أعمال جرافيكية (حفر غائر).
- جائزة الصالون في مجال التصوير في صالون الشباب الحادي عشر.
- الجائزة الثالثة في مجال الرسم في صالون الشباب الثالث عشر.
- الجائزة الأولى في النقد الفني في صالون الشباب الخامس عشر.
- الجائزة الأولى في النقد الفني في صالون الشباب السادس عشر.
- جائزة القصة القصيرة بمسابقة "عبد المنعم الصاوي" 2005.
- الجائزة الثالثة (جائزة الشارقة للبحث النقدي التشكيلي) 2008.
- الجائزة الأولى على مستوى نقاد الوطن العربي (جائزة الشارقة للبحث النقدي التشكيلي) 2009.

## مؤلفاته
- مولد سيدي بسيسة (رواية)، دار هلا للنشر والتوزيع، مصر 2007.
- أسرار كائنات الظلام وأصل أساطير الرعب، دار هلا للنشر والتوزيع، مصر 2007.
- غير المضحوك عليهم (رواية)، دار هلا للنشر والتوزيع، مصر 2008.
- السحر الأسود... تاريخ وأسرار، دار هلا، مصر 2008.
- الريادة في الفنون التشكيلية والبصرية العربية، المركز العربي للفنون بالشارقة، الإمارات العربية المتحدة، 2009.
- فنانون وهراطقة... شفرات سرية في أعمال رواد الفن، دار هلا للنشر والتوزيع، مصر 2009.
- مشروع الحداثة في الفنون التشكيلية والبصرية العربية، المركز العربي للفنون بالشارقة، الإمارات العربية المتحدة، 2010.